# 1984년 하계 올림픽 가나 선수단
가나는 1984년 7월 28일에서 8월 12일까지 미국 로스앤젤레스에서 열린 제23회 하계 올림픽에 참가했다. 1976년 몬트리올 올림픽과 1980년 모스크바 올림픽을 보이코트 한 뒤 12년만의 참가였다.

## 종목별 성적

### 복싱
| 선수           | 세부 종목      | 64강전    | 32강전                         | 16강전    | 8강전     | 준결승전  | 결승전    |           |
| 선수           | 세부 종목      | 경기 결과 | 경기 결과                      | 경기 결과 | 경기 결과 | 경기 결과 | 경기 결과 |           |
| -------------- | -------------- | --------- | ------------------------------ | --------- | --------- | --------- | --------- | --------- |
| Michael Dankwa | 라이트플라이급 | -         | Yehuda Ben Haim (ISR) · 패 1–4 | 진출 못함 | 진출 못함 | 진출 못함 | 진출 못함 | 진출 못함 |
| Amon Neequaye  | 밴텀급         | 부전승    | Ndaba Dube (ZIM) · 패 0–5      | 진출 못함 | 진출 못함 | 진출 못함 | 진출 못함 | 진출 못함 |

## 육상
트랙 경기
| 선수          | 세부 종목 | 예선  | 예선 | 준준결선  | 준준결선  | 준결선    | 준결선    | 결선 | 결선 |
| 선수          | 세부 종목 | 기록  | 순위 | 기록      | 순위      | 기록      | 순위      | 기록 | 순위 |
| Charles Moses | 남자 400m | 50.39 | 7    | 진출 못함 | 진출 못함 | 진출 못함 | 진출 못함 |      |      |

필드 경기
| Francis Dodoo | 남자 멀리뛰기 | 실격 | 실격 | 진출 못함 | 진출 못함 | 진출 못함 | 진출 못함 | 진출 못함 |